# 프로가노켈리스
프로가노켈리스(Proganochelys)는 중생대 트라이아스기 후기(약 2억 1,000만년 전)에 서식한 거북의 일종이다. '최초의 거북'이라는 뜻이며, 화석은 독일과 스위스에서 발견되었다. 몸 전체 길이는 약 60cm정도로 거북으로서 대형이다. 높이가 거의 없는 평평한 등딱지를 가지고 있다. 경추는 8개로 오늘날의 거북과 동일하다.